# Marco Lietti
Pour les articles homonymes, voir Lietti.
Marco Lietti est un ancien coureur cycliste italien, né le 20 avril 1965 à Gravedona.

## Biographie

### Carrière
Marco Lietti est un bon coureur amateur. Il devient professionnel en 1988. Doté d'un grand gabarit, il est apprécié en tant qu'équipier et épaule ainsi un certain nombre de grands noms au cours de sa carrière tels que Moreno Argentin ou encore Maurizio Fondriest. Il ne remporte que trois victoires au cours de sa carrière mais sa carrière reste marquée par le Tour de France 1991. Il poursuit sa carrière sans retrouver son niveau du Tour 1991 jusqu'en 1997.

### Tour de France 1991
Lors de la saison 1990, il remporte une étape du Tour de Catalogne. Il est alors sélectionné pour participer au Tour de France. Avec l'équipe Aristeoa, il gagne la seconde étape contre-la-montre par équipe. Cette victoire lui permet d'être bien classé au général et de pouvoir épauler Rolf Sørensen qui est victime d'une chute lors de l'étape de Valenciennes. Après un tour où il se montre discret lors du passage des Pyrénées, il s'échappe lors de la 16e étape qui relie Alès à Gap en compagnie de 10 autres coureurs. Après avoir répondu à une attaque d'un Greg LeMond retrouvé, il remporte l'étape sur le Tour de France 1991. Le lendemain, alors que le peloton doit s'élancer pour une étape de seulement 125 kilomètres entre Gap et l'Alpe d'Huez, le rêve va virer au cauchemar. Il part s'échauffer sur les pentes du col Bayard qui sera escaladé à froid. Après être monté au sommet il redescend à vive allure. Il percute un enfant qui traverse sans regarder et heurte un camion publicitaire. Victime d'une fracture du fémur et de la clavicule, il est évacué sur l'hôpital de Gap. Après cet accident, il participera à trois autres Tour de France qu'il ne terminera jamais.

## Palmarès

### Palmarès amateur
| - 1984 - Trofeo Sportivi di Briga - 1985 - 2e du Mémorial Costante Girardengo - 1986 - Coppa Collecchio | - 1987 - Turin-Bielle - Coppa d'Argento Giovanni Brunero - 2e du Trophée Adolfo Leoni |  |

### Palmarès professionnel
| - 1988 - 3e du Tour du Piémont - 1990 - 6e étape du Tour de Catalogne - GP Longarone - 2e du Tour de Toscane - 2e du Tour des Apennins - 9e du Grand Prix des Amériques - 1991 - 2e (contre-la-montre par équipes) et 16e étapes du Tour de France - 3e du Tour des Pouilles | - 1992 - 2e du Tour du Frioul - 2e du Trophée Matteotti - 3e du Grand Prix de la ville de Camaiore - 1994 - 1re étape du Tour de Pologne - 2e du Tour de Pologne - 1995 - Tour du Haut-Var - 1997 - 3e de la Coppa Bernocchi |  |

## Résultats sur les grands tours

### Tour de France
4 participations
- 1991 : non partant (17e étape), vainqueur des 2e (contre-la-montre par équipes) et 16e étapes
- 1993 : abandon (11e étape)
- 1994 : abandon (14e étape)
- 1996 : abandon (17e étape)

### Tour d'Italie
4 participations
- 1990 : 83e
- 1991 : 62e
- 1992 : 97e
- 1997 : abandon

### Tour d'Espagne
3 participations
- 1993 : 70e
- 1996 : 37e
- 1997 : 93e